# Межвиды (Балдонский край)
Ме́жвиды (латыш. Mežvidi) — село в Латвии, находится в Балдонской волости Балдонского края. Расположено на берегах реки Кекавини. Через Межвиды проходит региональная автодорога P91 Межвиды — Балдоне.
В Межвидах находятся детский центр социального ухода «Балдоне», АЗС, автосервис и ресторан.